# Nikołaj Briuchanow
Nikołaj Pawłowicz Briuchanow, ros. Никола́й Па́влович Брюха́нов (ur. 16 grudnia?/28 grudnia 1878 w Symbirsku, zm. 1 września 1938 w Moskwie) – radziecki polityk, ludowy komisarz ds. żywności RFSRR (1921–1923), ludowy komisarz finansów ZSRR (1926–1930).

## Życiorys
Studiował na Uniwersytecie Moskiewskim (nie ukończył) i na Uniwersytecie Kazańskim (skończył 3 kursy), od 1896 związany z ruchem rewolucyjnym, od 1902 członek SDPRR, po rozłamie w partii bolszewik, kilkakrotnie aresztowany, 1907 delegat na V Zjazd SDPRR, członek Uralskiego Komitetu Obwodowego SDPRR. W 1917 był przewodniczącym Ufijskiego Gubernialnego Komitetu SDPRR(b), członek Ufijskiego Komitetu Rewolucyjnego, 1917 komisarz ds. żywności guberni ufijskiej, od lutego 1918 do 11 grudnia 1921 członek Kolegium Ludowego Komisariatu ds. Żywności RFSRR, od czerwca 1918 do 11 grudnia 1921 zastępca ludowego komisarza ds. żywności RFSRR, od sierpnia 1919 przewodniczący Specjalnej Komisji Żywnościowej Frontu Wschodniego. Od stycznia 1920 do września 1922 szef Głównego Zarządu ds. Zaopatrzenia Armii Czerwonej i Marynarki Wojennej RFSRR/ZSRR, od 10 grudnia 1921 do 7 lipca 1923 ludowy komisarz ds. żywności RFSRR, od 7 lutego do 28 sierpnia 1923 członek Rady Wojskowo Rewolucyjnej ZSRR. Od 6 lipca 1923 do 14 maja 1924 ludowy komisarz ds. żywności ZSRR, od maja 1924 do 16 stycznia 1926 zastępca ludowego komisarza finansów ZSRR, od 16 do 29 stycznia 1926 p.o. ludowego komisarz, a od 29 stycznia 1926 do 18 października 1930 ludowy komisarz finansów ZSRR, od 19 grudnia 1927 do 26 stycznia 1934 zastępca członka KC WKP(b). Od października 1930 do kwietnia 1931 przewodniczący moskiewskiej obwodowej komisji planowania i zastępca przewodniczącego Komitetu Wykonawczego Moskiewskiej Rady Obwodowej, od kwietnia 1931 do 1933 zastępca ludowego komisarza zaopatrzenia ZSRR, w latach 1933–1937 zastępca przewodniczącego Centralnej Komisji ds. Ustalania Plonów i Rozmiarów Zbiorów Zboża przy Radzie Komisarzy Ludowych ZSRR.
3 lutego 1938 aresztowany, 1 września 1938 skazany na śmierć przez Wojskowe Kolegium Sądu Najwyższego ZSRR pod zarzutem przynależności do antysowieckiej organizacji terrorystycznej i rozstrzelany. 14 kwietnia 1956 pośmiertnie zrehabilitowany.